# 7093 Джонлік
7093 Джонлік (7093 Jonleake) — астероїд головного поясу, відкритий 26 липня 1992 року.
Тіссеранів параметр щодо Юпітера — 3,441.